# Ptilocichla leucogrammica
A Ptilocichla leucogrammica a madarak osztályának verébalakúak (Passeriformes) rendjébe és a Pellorneidae családjába tartozó faj.

## Rendszerezése
A fajt Charles Lucien Jules Laurent Bonaparte francia természettudós írta le 1850-ben, a Cacopitta nembe Cacopitta leucogrammica néven.

## Előfordulása
Délkelet-Ázsiában, Borneó szigetén, Brunei, Indonézia és Malajzia területén honos. Természetes élőhelyei a szubtrópusi vagy trópusi síkvidéki és hegyi esőerdők. Állandó, nem vonuló faj.

## Megjelenése
Testhossza 15-16 centiméter, testtömege 37-42 gramm.

## Életmódja
Rovarokkal táplálkozik.

## Természetvédelmi helyzete
Az elterjedési területe még nagyon nagy, de az erdőirtások miatt gyorsan csökken, egyedszáma 10000-19999 példány közötti és szintén gyorsan csökken. A Természetvédelmi Világszövetség Vörös listáján sebezhető fajként szerepel.